# Margarida de Borbó i de Borgonya

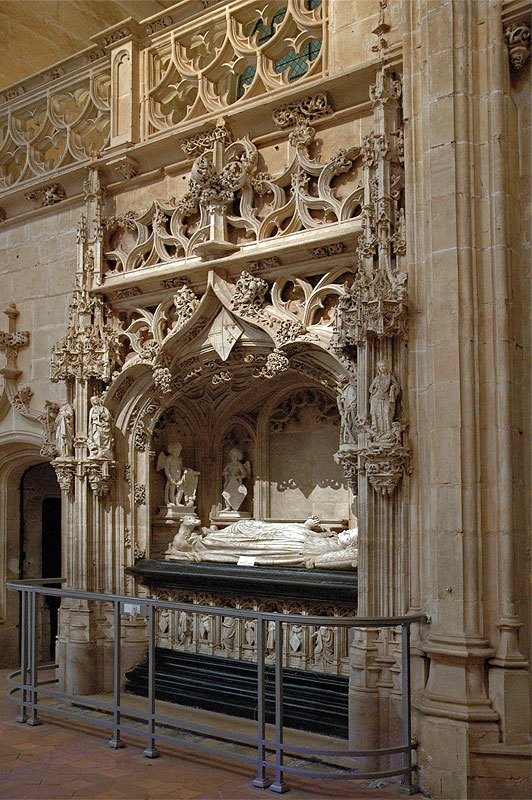
Tomba de Margarida de Borbó al monestir de Brou

Margarida de Borbó (Ducat de Borbó 1438 - Pont-d'Ain, Ducat de Savoia 1483) fou una princesa de Borbó i duquessa consort de Savoia.

## Antecedents familiars
Va néixer el 5 de febrer de 1438, filla del duc Carles I de Borbó i Agnès de Borgonya. Era neta per línia paterna de Joan I de Borbó i Maria de Berry, i per línia materna del duc Joan I de Borgonya i Margarida de Baviera-Straubing. Fou germana dels ducs Joan II, Carles II i Pere II de Borbó i cunyada del seu propi cosí Carles I de Borgonya.
Morí el 24 d'abril de 1483 a la població de Pont-d'Ain, que en aquells moments formava part del Ducat de Savoia i que avui dia forma part del departament francès de l'Ain.

## Núpcies i descendents
Es casà el 6 d'abril de 1472 a la població de Moulins amb el futur Savoia Felip II de Savoia. D'aquesta unió tingueren:
- Lluïsa de Savoia (1476-1531), casada el 1488 amb Carles I d'Angulema i pares del rei Francesc I de França
- Girolamo de Savoia (1478)
- Filibert II de Savoia (1480-1504), duc de Savoia